# Timon tangitanus
Espèce
Synonymes
- Lacerta ocellata tangitana Boulenger, 1889
- Timon pater tangitana (Boulenger, 1889)

Statut de conservation UICN

 LC  : Préoccupation mineure
Timon tangitanus est une espèce de sauriens de la famille des Lacertidae.

## Répartition

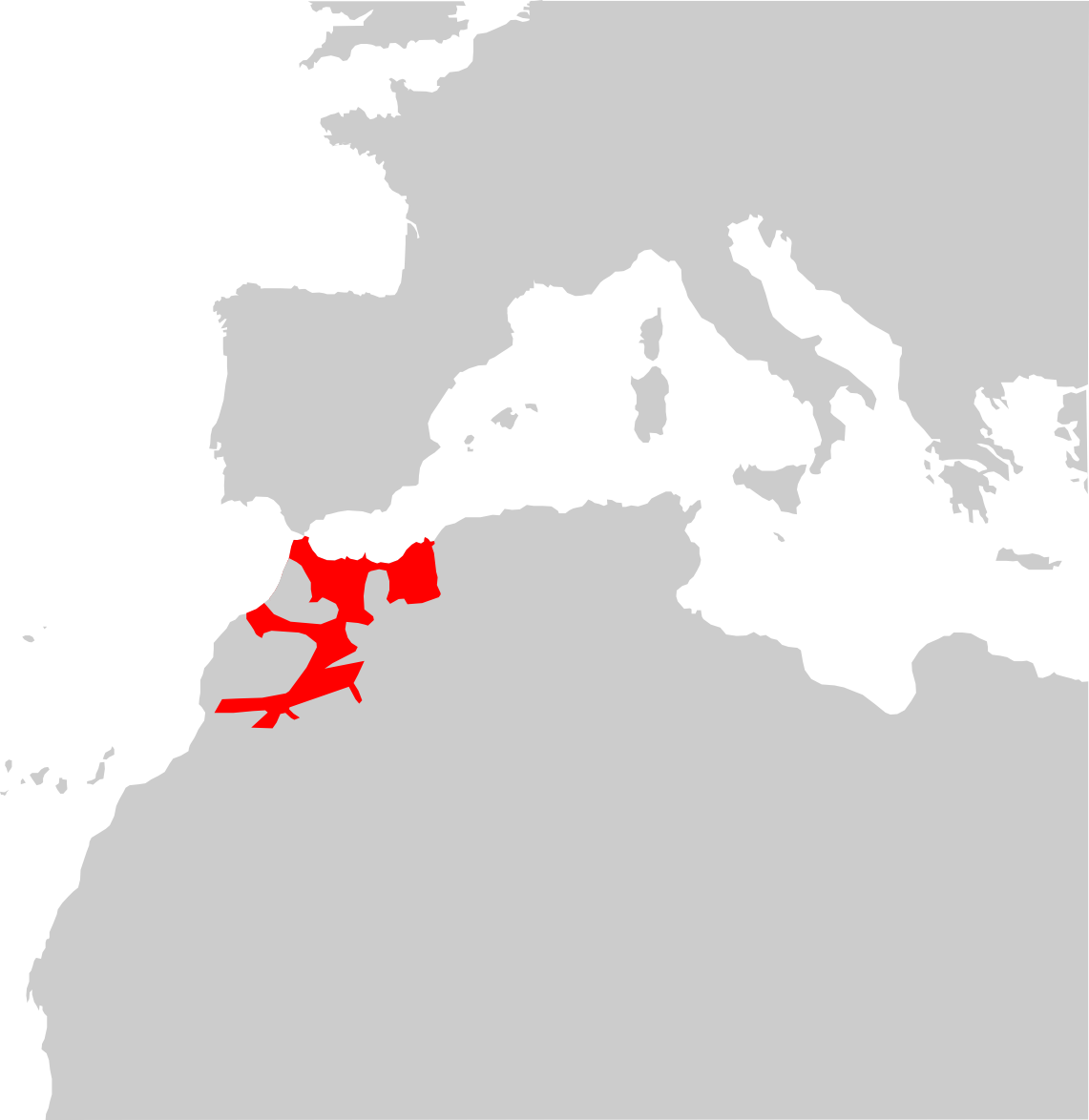
Distribution

Cette espèce se rencontre dans le nord-ouest de l'Algérie, au Maroc et en Espagne dans les Plazas de soberanía.
Elle a disparu du Sahara occidental.

## Habitat
Elle se rencontre dans les zones broussailleuses et dans des forêts montagneuses de moyenne altitude jusqu'à 2 500 m.

## Description

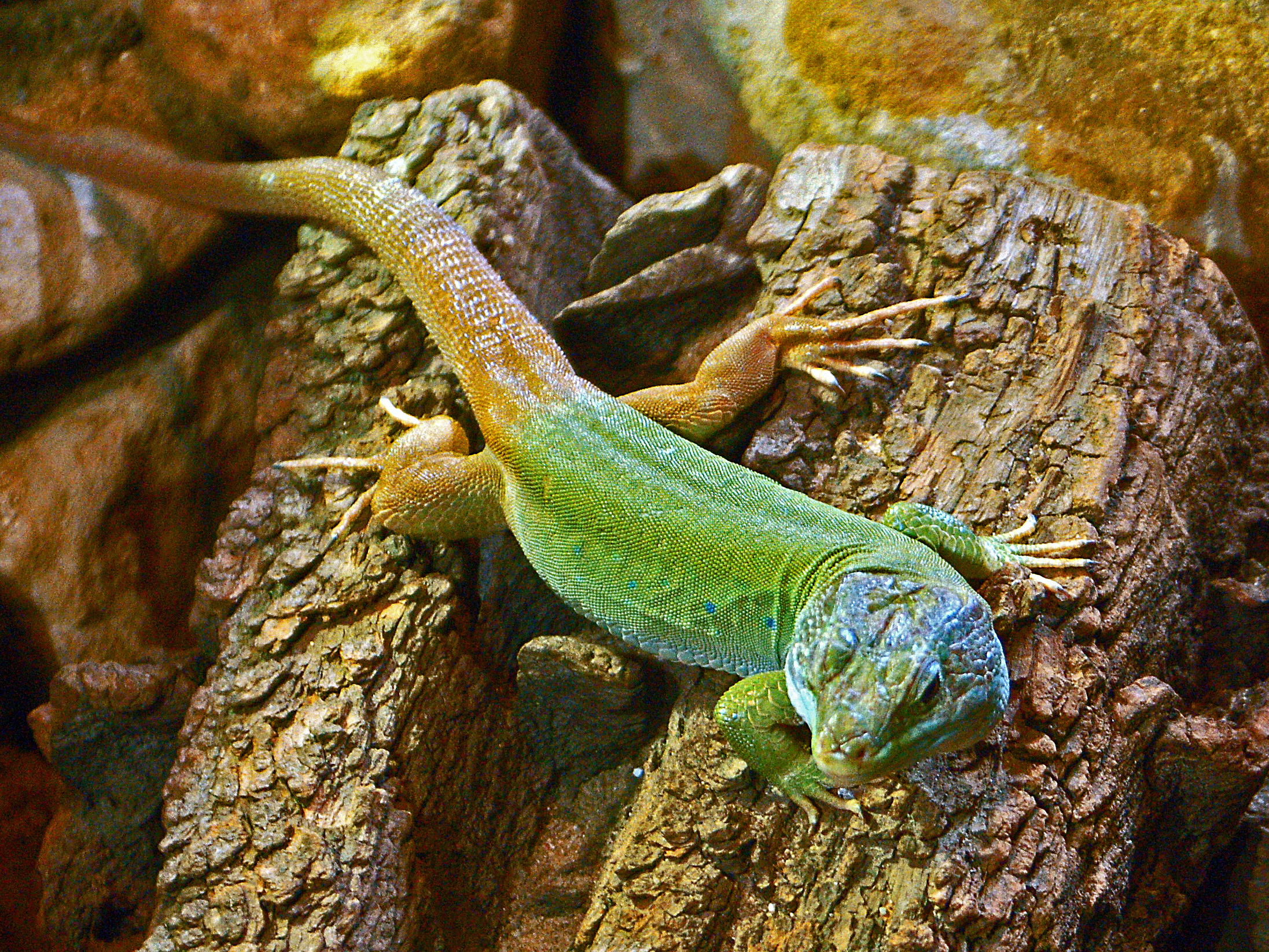
Distribution

C'est un lézard terrestre et ovipare. Il peut atteindre 70 cm et est de couleur vert à marron avec des ocelles bleues. Il se nourrit principalement d'invertébrés mais peut également consommer des fruits.

## Taxinomie
Cette espèce est considérée comme une sous-espèce de Timon pater par Sindaco et Jeremcenko. La séparation en deux espèces est désormais acceptée.

## Publication originale
- Boulenger, 1889 : On the reptiles and batrachians obtained in Morocco by M. Henry Vaucher. Annals and Magazine of Natural History, ser. 6, vol. 3, p. 303-307  (texte intégral).